# Acrapex spoliata
Acrapex spoliata är en fjärilsart som beskrevs av Walker 1863. Acrapex spoliata ingår i släktet Acrapex och familjen nattflyn. Inga underarter finns listade i Catalogue of Life.